# Nishihygia hartzellae
Nishihygia hartzellae – gatunek pluskwiaka z podrzędu różnoskrzydłych i rodziny wtykowatych. Jedyny z monotypowego rodzaju Nishihygia. Występuje endemicznie na Nowej Gwinei.

## Taksonomia
Gatunek i rodzaj opisane zostały po raz pierwszy w 2000 roku przez Harry’ego Brailovskyego na podstawie pojedynczej samicy odłowionej w 1963 roku. Jako miejsce typowe wskazano górę Giluwe w Papui-Nowej Gwinei. Nazwę rodzajową nadano na cześć Gordona M. Nishidy, natomiast epitet gatunkowy na cześć Lesliego Hartzella.

## Morfologia
Pluskwiak o ciele długości około 8,6 mm, porośnięty krótkimi, opadającymi, srebrzystymi włoskami, a na spodzie odwłoka także wmieszanymi w nie długimi włoskami sterczącymi. Wierzch ciała z wyjątkiem głowy, przedniego płata przedplecza i guzów jest punktowany.
Szersza niż dłuższa, czworokątna w zarysie głowa cechuje się krótkimi i zaokrąglonymi bukulami o bezzębnych zewnętrznych krawędziach, uzbrojonymi w krótkie i przysadziste płaty guzkami czułkowymi, nieuzbrojoną i zgrubiałą jugą oraz dłuższym od niej, na wierzchołku odgiętym ku górze w długi i ostry róg tylusem. Oczy złożone są małe, a przyoczek brak zupełnie. Czułki budują cztery człony, z których pierwszy jest najgrubszy i lekko na zewnątrz odgięty, drugi jest najdłuższy i walcowaty, trzeci smukły i walcowaty, a czwarty najkrótszy i wrzecionowaty. Kłujka w pozycji spoczynkowej sięga ku tyłowi przedniej krawędzi trzeciego sternitu odwłoka.
Przedplecze ma kształt szerszego niż dłuższego prostokąta i jest wyraźnie podzielone na nieco krótszy płat przedni i dłuższy tylny. Cechuje się ono szerokim kołnierzem, zaokrąglonymi kątami barkowymi, lekko kulistymi guzami, lekko wklęśniętą tylną krawędzią i podłużnym wciskiem w tylnej części. Przetchlinki zatułowia mają nerkowate płaty przednie i ostre płaty tylne. Płaska tarczka ma kształt szerszego niż dłuższego trójkąta o zaokrąglonym szczycie. Jest to gatunek mikropteryczny – półpokrywy mają przykrywkę i międzykrywkę zrośnięte w skórzastą poduszeczkę, a zakrywki brak zupełnie. Odnóża są nieuzbrojone i mają bruzdy na goleniach. Odwłok jest eliptyczny w zarysie. Tergity są wypukłe, a listewki brzeżne wyniesione ponad ich poziom. 

## Rozprzestrzenienie
Owad ten występuje endemicznie na Nowej Gwinei w północnej części krainy australijskiej. Znany jest tylko z lokalizacji typowej.